# 下諏訪岡谷バイパス

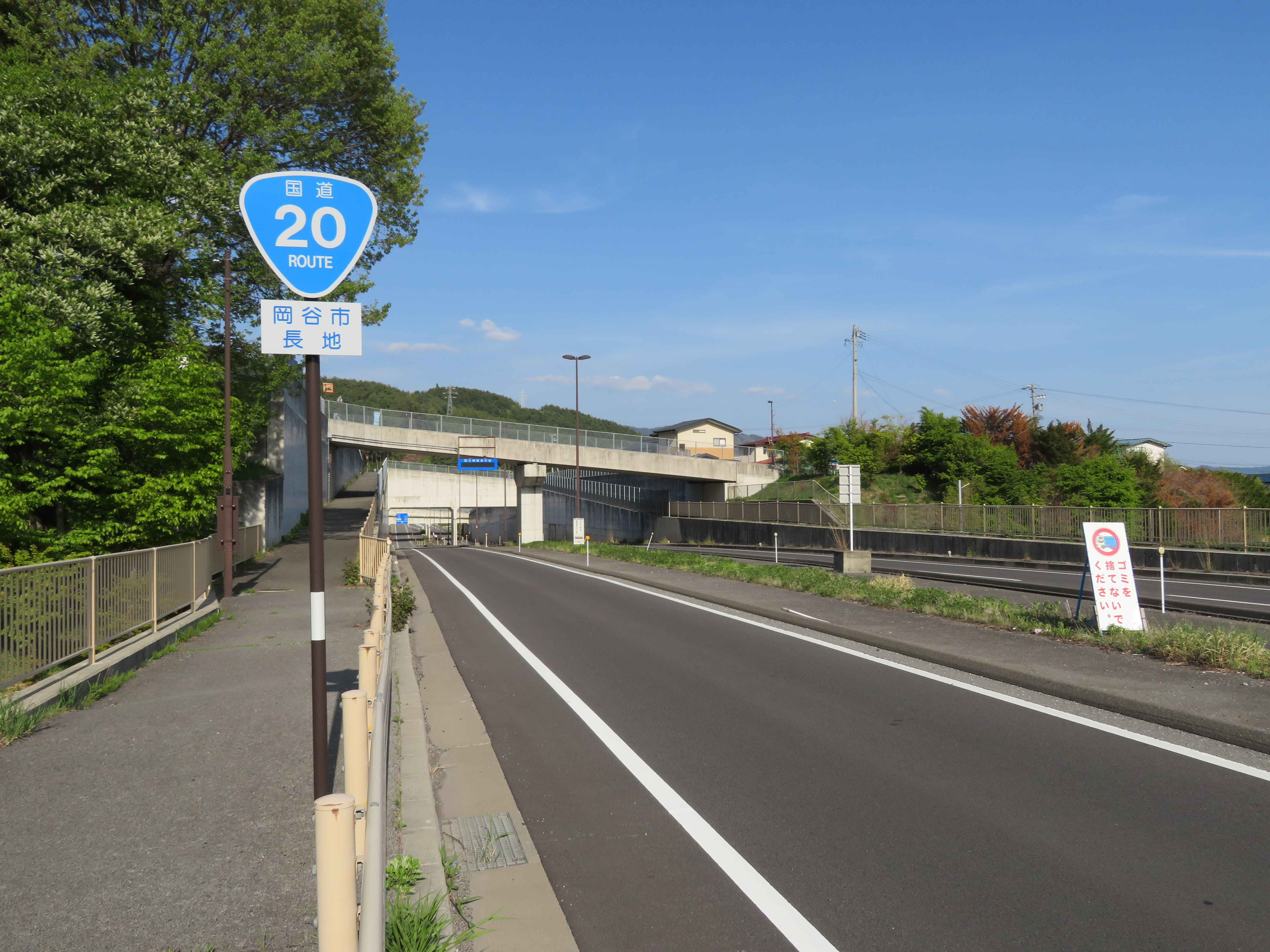
長野県岡谷市長地付近

下諏訪岡谷バイパス（しもすわおかやバイパス）は長野県の下諏訪町から岡谷市に至る全長約6.3 km（キロメートル）の国道20号バイパスである。

## 概要
当該道路は長野県諏訪郡下諏訪町の国道142号交点（諏訪大社下社春宮付近）から岡谷市の国道20号交点（鳥居平やまびこ公園付近）まで全長6.3 kmのバイパス道路であるが、一部の文献では全長を5.4 kmとしている。これは、前者が起点から終点までの実延長であるのに対して後者は実延長のうち現道活用区間を除いた事業対象区間のみを表しているためである。
下諏訪町・岡谷市周辺は、諏訪湖など県内有数の観光地・精密機械など工業地域であり、様々な交流が盛んな地域である。しかし、同地域国道沿道は道路標準幅員8.0 mと狭隘区間が続いて家屋も密集し、西大路口交差点を中心に慢性的な交通渋滞が発生しており、こうした定時制・安全性における諸問題に対処すべくこの道路は計画された。
道路整備は、下諏訪町東町 - 岡谷市長地鎮（L=1.7 km）を第1工区、岡谷市長地鎮 - 同市今井（L=2.9 km）を第2工区、岡谷市今井地内の現道活用区間（L=0.9 km）を挟んで同地内（L=0.8 km）を第3工区と、3つの事業区間に分類される。
このうちバイパス中央部分の湖北トンネル南交差点から20号バイパス交差点までの第2工区区間は接続する国道142号新和田トンネル延伸事業と同時期に暫定2車線で整備が行われ、両道路は2004年（平成16年）3月に同時に供用が開始された。これにより、下諏訪岡谷バイパスは国道142号長和町方面からの長野自動車道岡谷IC方面へ向かう車両の受け皿としての機能も一部担う事となった。
バイパスの残りの区間については、塩嶺大橋を含む線形改良区間の第3工区 (0.8 km) が2017年（平成29年）10月14日に開通した。

### 路線データ
- 起点：長野県諏訪郡下諏訪町東町
- 終点：長野県岡谷市今井
- 延長：6.3 km
  - 事業中区間：5.4 km
- 道路規格：第3種第2級
- 標準道路幅員：25.0 m
- 車線数：4車線
- 車線幅員：3.5 m
- 設計速度：60 km/h

## 沿革
- 1990年（平成2年）11月13日：都市計画を決定。
- 1992年度（平成4年度）：事業化。
- 1994年度（平成6年度）：用地買収に着手。
- 1998年度（平成10年度）：工事に着手。
- 2001年（平成13年）7月：主要構造物となる長地トンネルが貫通。
- 2004年（平成16年）3月27日：岡谷市長地鎮 - 同市今井間延長2.9 kmが暫定2車線で供用開始（国道142号バイパスと同時供用）。
- 2017年（平成29年）10月14日：岡谷市今井地先（塩嶺大橋）延長0.8 kmが供用開始[3]。

## 地理

### 通過する自治体
- 長野県
  - 諏訪郡下諏訪町 - 岡谷市

### 交差する道路
- 上側が起点側、下側が終点側。左側が上り側、右側が下り側。
- 交差する道路は、県道以上の道路および立体交差をするもしくは立体交差をする計画の道路。特記がないものは市町道。

| 交差する道路など                                                                                     | 交差する場所             | 交差する場所    | 交差する場所     | 備考                             |
| --- | ------------------------ | --------------- | ---------------- | -------------------------------- |
| 国道20号諏訪バイパス 諏訪・韮崎方面（事業中）                                                        |                          |                 |                  |                                  |
| 国道142号                                                                                            | 国道142号                | 諏訪郡 下諏訪町 |                  | 接続予定                         |
| この間未開通                                                                                         |                          |                 |                  |                                  |
| 国道142号新和田トンネル有料道路                                                                      | 長野県道14号下諏訪辰野線 | 岡谷市          | 湖北トンネル南   | 新和田トンネル有料道路、佐久方面 |
| | E19 長野自動車道         | 岡谷市          | 岡谷IC           |                                  |
| | 国道20号（現道）         | 岡谷市          | 20号バイパス入口 | 岡谷市街方面                     |
| この間現道活用区間（0.9 km） 岡谷インター西交差点で長野県道254号楢川岡谷線と接続し、終点まで重複区間 |                          |                 |                  |                                  |
| 塩嶺大橋旧道                                                                                         | 岡谷市                   |                 | 塩嶺大橋         | 第3工区起点                      |
| 塩嶺大橋旧道                                                                                         | 岡谷市                   |                 | 第3工区終点      |                                  |
| 国道20号・長野県道254号楢川岡谷線 塩尻・松本方面                                                     |                          |                 |                  |                                  |